# Château d'Akashi
Le château d'Akashi (明石城, Akashi-jō) est un château japonais situé à Akashi dans la préfecture de Hyōgo.
Sa construction est ordonnée par Ogasawara Tadazane (un membre du clan Ogasawara) en 1617. Les travaux durèrent jusqu'en 1619.
Akashi est une ville stratégique importante entre Osaka et l'ouest du Japon. Le rôle du château était d'empêcher une invasion d'Osaka.